# St. Johann Baptist (Johanniskirchen)

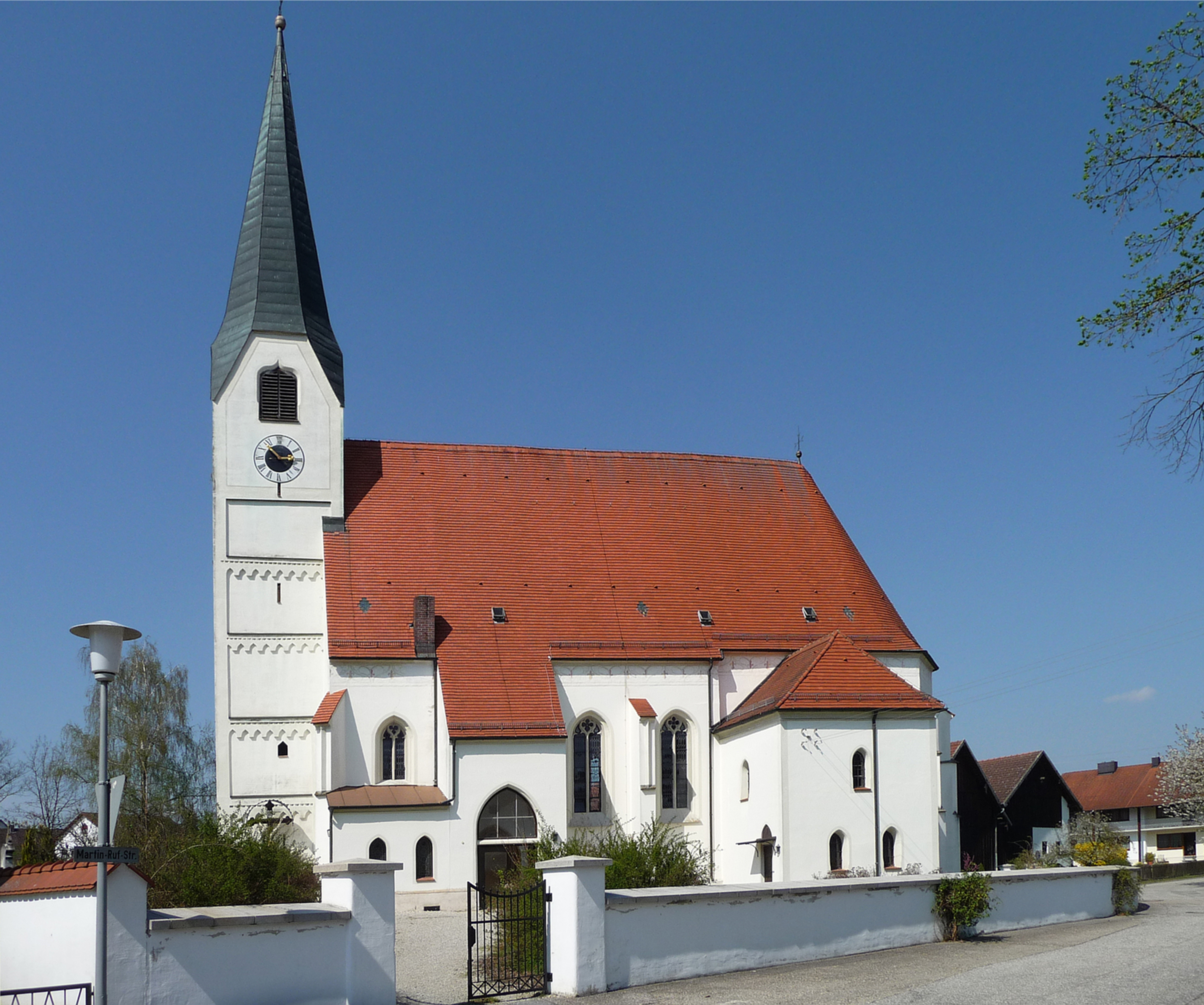
St. Johann Baptist (Johanniskirchen)

Die römisch-katholische Pfarrkirche St. Johann Baptist ist eine spätgotische Saalkirche in Johanniskirchen im niederbayerischen Landkreis Rottal-Inn. Sie gehört zum Pfarrverband St. Johannes der Täufer Johanniskirchen im Bistum Passau.

## Geschichte
Die Kirche in Johanniskirchen wurde in den Jahren um 1490–1500 unter Einbeziehung eines älteren Westturms erbaut, der nach Ausweis der Schmuckformen vermutlich aus dem 14. Jahrhundert stammt. Am Chorschluss findet sich die innen aufgemalte Jahreszahl 1492. Restaurierungen erfolgten im Inneren 1966 und am Äußeren 1983.

## Architektur

### Äußeres
Die Kirche wird in der äußeren Ansicht durch das durchlaufende Satteldach und die Strebepfeiler am ganzen Bau geprägt. Die unteren Geschosse des Turms werden durch Blendenfelder mit Spitzbogenfriesen und Deutschem Band gegliedert. Der Oberteil des Turms ist spätgotisch und wird durch einen Spitzhelm über Walmgiebeln abgeschlossen. Die Vorhalle für das Südportal ist mit einem Sternrippengewölbe versehen, das laut Jahreszahl 1625 bemalt wurde. Über dem Innenportal ist ein rustikales Steinrelief der Kreuzigung aus der Zeit der Frühgotik angebracht.

### Inneres
Das Innere ist ein Einheitsraum von ausgewogenen Proportionen, der durch das annähernd tonnenförmige Gewölbe mit einheitlichem Rippennetzmuster geprägt wird. Der aus zwei Jochen bestehende Chor ist durch einen abgeflachten dreiseitigen Schluss abgeschlossen, wodurch der Raum optisch stärker an das vierjochige Schiff angenähert wird.
Im Chor nehmen flache, im Schiff etwas tiefere Schildbogenstellungen mit halbrunden Diensten die Gewölberippen auf. Die Schildbogenpfeiler enden auffälligerweise in einem Drittel der Wandhöhe. Die Konsolen zeigen, dass diese reduzierte Höhe an den Chorseitenwänden und in den Ostecken des Schiffs ursprünglich ist, während die übrigen Wandvorlagen im Westteil des Schiffes möglicherweise abgearbeitet wurden. Die kurzen, auf runden Profilkonsolen ruhenden Dienststücke zur Aufnahme der Rippen sind dagegen mit Sicherheit original.
Bei der Restaurierung von 1966 wurde die Farbfassung der Gewölberippen und Dienste aufgefrischt und ergänzt. Das Rippennetz des Chores ist von Rankenbüscheln begleitet, der Chorbogen und die Dienste der Wandvorlagen im Schiff von Rankenspiralen.
Die Ausstattung ist neuzeitlich. Auf dem Hochaltar befinden sich spätbarocke Figuren des Gekreuzigten sowie Johannes des Täufers und Johannes des Evangelisten. Die Orgel ist ein Werk von Orgelbau Eisenbarth aus dem Jahr 1952 mit 17 Registern auf zwei Manualen und Pedal.